# نورمن در فضا
نورمن در فضا با نام اصلی نژاد بولداگ (انگلیسی: The Bulldog Breed) یک فیلم به کارگردانی رابرت اشر است که در سال ۱۹۶۰ منتشر شد. از بازیگران آن می‌توان به نورمن ویزدوم اشاره کرد.